# Мишутино (Сумская область)
Мишутино (укр. Мишутине) — село,
Ревякинский сельский совет,
Путивльский район,
Сумская область,
Украина.
Код КОАТУУ — 5923887003. Население по переписи 2001 года составляло 86 человек .

## Географическое положение
Село Мишутино находится у одного из истоков реки Лапуга,
ниже по течению на расстоянии в 1,5 км расположено село Емадыкино (Глуховский район).